# Theremin
Il theremin è un sintetizzatore elettronico, il più antico strumento conosciuto che non preveda il contatto fisico dell'esecutore con lo strumento. Fu inventato nel 1920 dal fisico sovietico Lev Sergeevič Termen (noto in Occidente come Léon Theremin o Theremine) e si basa su oscillatori che, lavorando in isofrequenza al di fuori dello spettro udibile, producono dei suoni nel campo udibile per alterazioni delle loro caratteristiche a seguito della presenza delle mani del musicista nel campo d'onda, grazie al principio fisico del battimento.

## Caratteristiche
Lo strumento è composto fondamentalmente da due antenne poste sopra e a lato di un contenitore nel quale è alloggiata tutta l'elettronica. Il controllo avviene allontanando e avvicinando le mani alle antenne: mediante quella superiore si controlla l'altezza del suono, quella laterale permette di regolarne l'intensità. Il timbro può variare tra quello di un contrabbasso, fino ad arrivare al suono del violino e a quello vocale. Lo strumento è considerato molto difficile da suonare proprio perché l'esecutore non ha contatto fisico con esso, quindi non possono esserci riferimenti visibili alla posizione relativa delle due mani.

## Storia

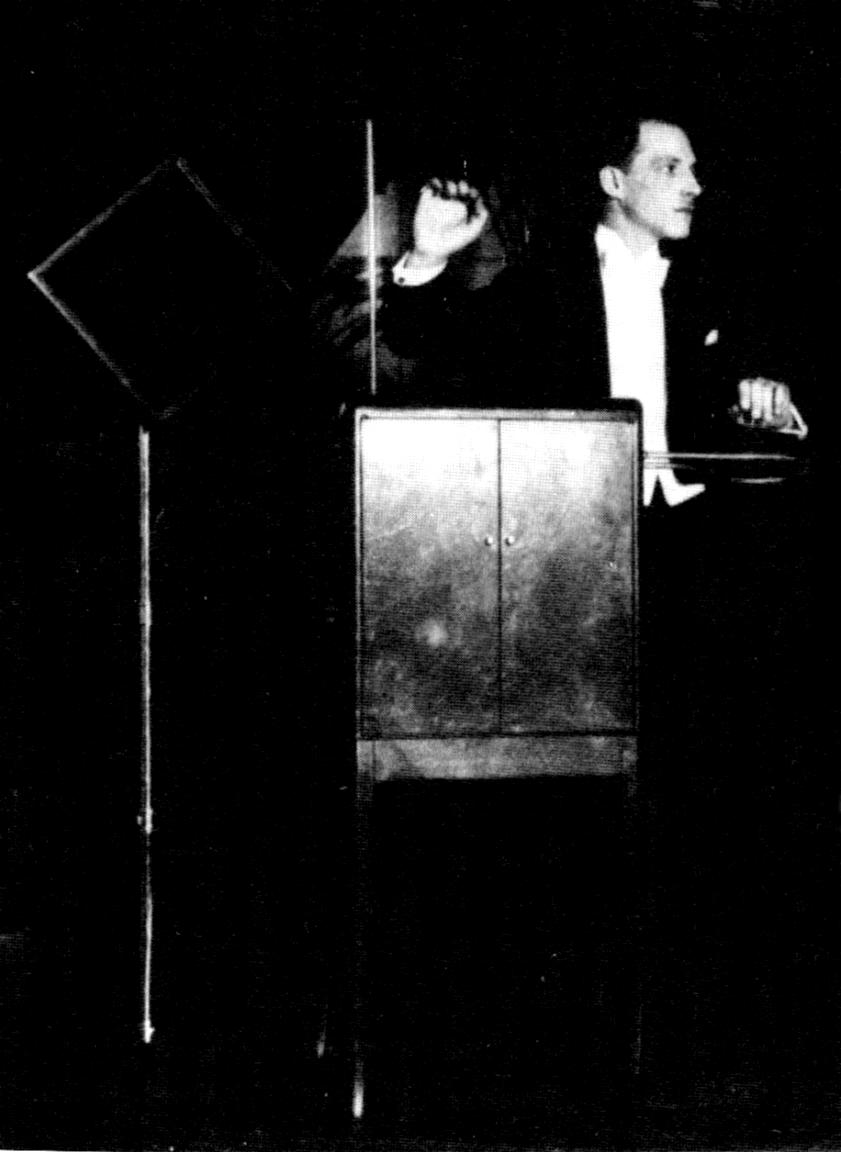
Lev Sergeevič Termen suona lo strumento da lui ideato in un concerto del 1924

L'idea dello strumento venne in mente a Termen mentre compiva esperimenti, nel laboratorio del fisico Abram Ioffe, con particolari dispositivi di sua ideazione atti a misurare la densità dei gas nel vuoto; ben presto si accorse che in certe condizioni si produceva un fischio che variava di frequenza avvicinando o allontanando la mano dai circuiti. Sviluppò l'idea fino a giungere alla costruzione di un vero e proprio strumento musicale, che battezzò eterofono.
Termen era anche un musicista (violoncellista) e approfittò dei circoli musicali che frequentava per far conoscere la sua invenzione, che riscosse un notevole interesse. Qualche tempo dopo Lenin gli propose di diffondere lo strumento in Europa. Fu organizzato un tour nelle maggiori capitali europee: Berlino, Londra e Parigi. A Parigi la curiosità causò disordini fra le migliaia di persone che non erano riuscite ad avere un posto in teatro.
Nel 1928 Termen sbarcò a New York, dove lo strumento fu presentato a un ristretto gruppo di musicisti e magnati dell'industria (vi erano anche Arturo Toscanini e Henry Ford). In seguito fu fondata un'azienda per lo sviluppo e la costruzione dell'eterofono, per l'occasione ribattezzato theremin. In seguito furono concessi i diritti di costruzione commerciale alla RCA ma, a causa della crisi economica di quegli anni, il prezzo di vendita era talmente alto che ne impedì la diffusione. La più grande virtuosa dello strumento fu Clara Rockmore, una violinista di origine lituana naturalizzata statunitense che, non potendo proseguire per motivi di salute la sua attività, si dedicò al nuovo strumento.

## Funzionamento

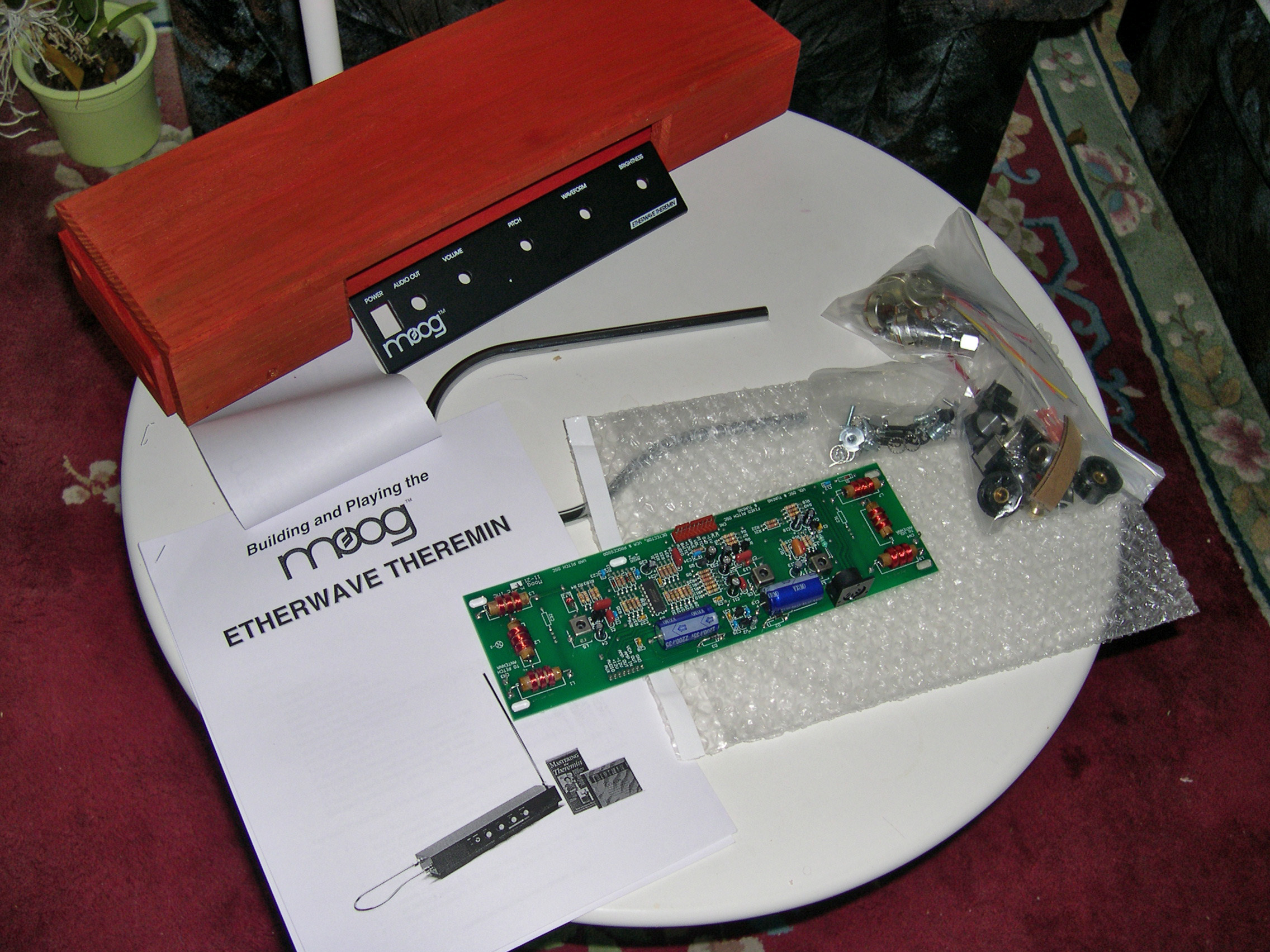
Il kit di montaggio del theremin prodotto dalla Moog

Il nucleo centrale del theremin è composto da due oscillatori che lavorano in isofrequenza: la produzione del suono si basa sul principio fisico del battimento delle onde generate dai due dispositivi.
La frequenza generata da ciascuno dei due oscillatori è fuori dallo spettro udibile (sopra ai venti kHz); lo strumento, a riposo, non produce alcun suono in quanto non vi è differenza di frequenza. Collegando un'antenna al condensatore di uno dei due oscillatori è possibile variarne la componente capacitiva, e di conseguenza la frequenza di lavoro, semplicemente avvicinando o allontanando un ostacolo (solitamente la mano) a detta antenna; lo shift (slittamento) di frequenza così generato produce di conseguenza un battimento che dà come risultato una terza onda (principio del terzo suono). Gli oscillatori del theremin sono progettati in modo tale che gli shift di frequenza dell'oscillatore a capacità variabile si tengano tra i 20 e i 20000 Hz, così da generare una terza onda di battimento che rimanga all'interno dello spettro sonoro udibile.
Il segnale sonoro così generato è inviato direttamente a un altoparlante o, a seconda del progetto dello strumento, a uno stadio amplificatore e successivamente ai diffusori. Versioni più raffinate del theremin prevedono anche un secondo stadio elettronico, analogo al primo, che prevede un convertitore che trasforma la frequenza di battimento in una tensione elettrica; il suono prodotto dal primo stadio è successivamente attenuato in proporzione alla tensione generata dal secondo stadio onde rendere lo strumento dinamico e permette all'esecutore di variare l'intensità e il volume del suono lavorando con l'altra mano vicino a un'altra antenna.
Un esecutore destrorso trova di norma l'antenna del volume sulla propria sinistra e quella del pitch (altezza della nota) sulla propria destra. L'antenna che regola il volume è curva, in genere a forma di anello, ed è orizzontale; quella del pitch è dritta e verticale. La taratura standard del theremin in genere prevede due fasi:
1. Quando la mano (sinistra) è quasi a contatto o proprio a contatto con l'antenna del volume (antenna orizzontale sinistra, a guisa d'anello), il volume del suono sia completamente azzerato;
2. Che la portata dell'antenna del pitch o intonazione (antenna verticale destra) non vada oltre l'inizio dell'antenna orizzontale del volume, ovvero che non si produca alcun suono operando solo con l'antenna del volume. Da notare che la polarizzazione mutuamente ortogonale delle due antenne è stata progettualmente voluta da Lev Sergeevič Termen proprio per limitare intrinsecamente al massimo l'interferenza tra il gesticolare delle due braccia/mani/dita; dalla combinazione tra altezza e volume vengono generati i vari suoni che l'esecutore è in grado di far produrre allo strumento con le braccia/mani/dita.

I controlli più estesi, introdotti in seguito, permettono di variare la sensibilità dell'antenna di volume sì da ottenere una dinamica più o meno estesa nonché di variare l'estensione dello strumento e la distanza degli intervalli (tipicamente controllo pitch). Sono inoltre presenti delle regolazioni che variano le forme delle onde generatrici (tipicamente controllo waveform) consentendo quindi di variare anche notevolmente il timbro dello strumento.

## Theremin come controller

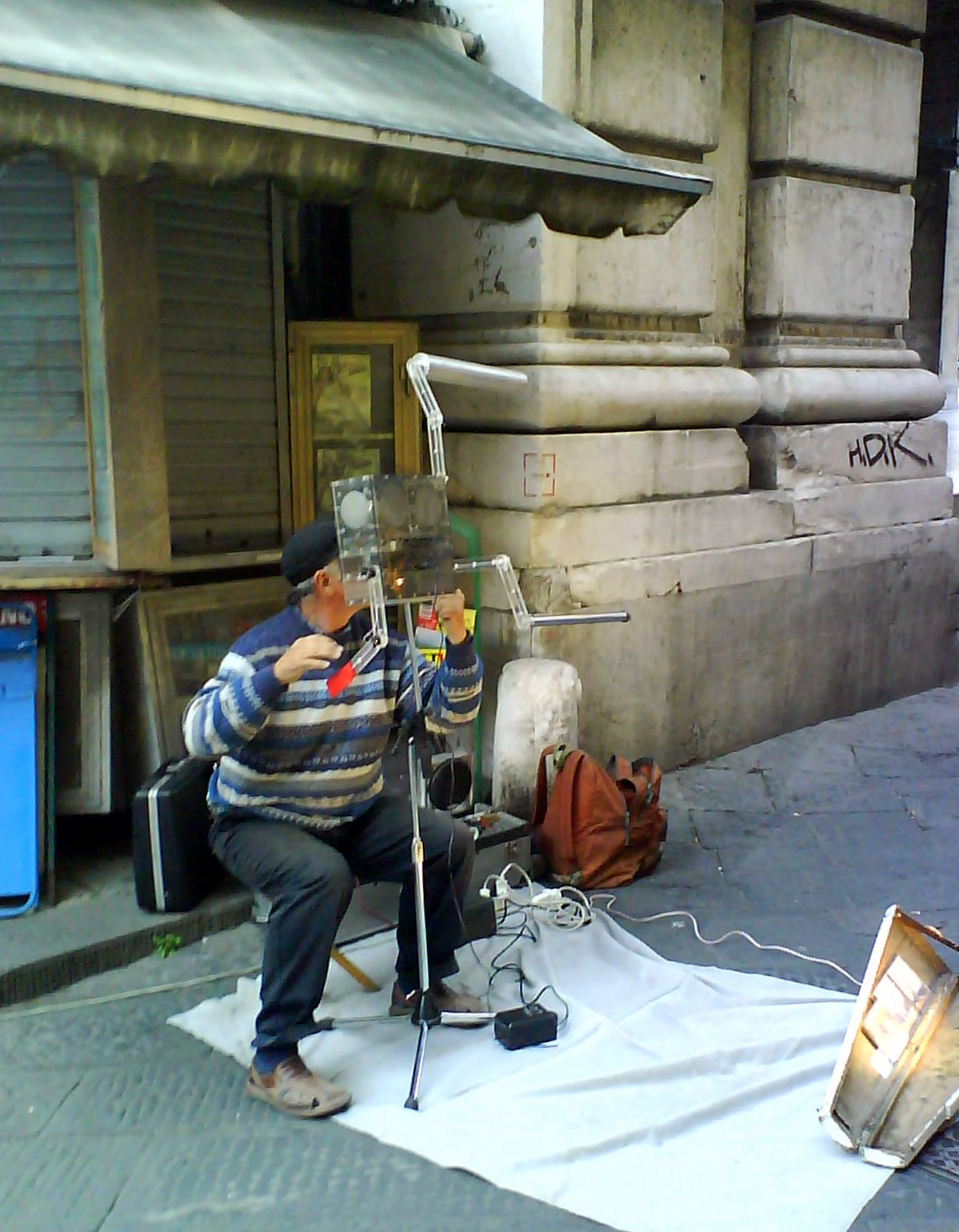
Un theremin utilizzato da un artista di strada a Pisa nel 2008

Il theremin può essere utilizzato anche come interfaccia per pilotare altri strumenti musicali. Modelli come l'Etherwave Plus e l'Etherwave Pro della Moog o il Tmax della Paia forniscono (oltre al segnale audio) anche un segnale analogico che rappresenta la distanza delle mani dalle antenne: questo può essere utilizzato per controllare i parametri di altri sintetizzatori analogici o può essere convertito in MIDI per il controllo di strumenti digitali. Con questo proposito è stato implementato l'Ethervox MIDI della Moog (ora fuori produzione), dotato di un'interfaccia MIDI di ingresso e uscita, utile per interagire con la maggior parte degli strumenti musicali elettronici prodotti dopo gli anni 80.

## Linearità
Si parla spesso di linearità del theremin e cioè la possibilità di mantenere costanti gli intervalli tra le note a pari spostamento della mano e delle dita; questo non significa linearità in senso matematico, bensì logaritmicità, coerentemente ai sensi umani, udito compreso. Il theremin è per sua natura non lineare o almeno non perfettamente. Il fattore di linearità in senso acustico, soprattutto nell'ambito della musica classica (o comunque ovunque si voglia rendere riproducibile una melodia definita) è molto importante. La differenza della qualità di un theremin rispetto ad un altro è spesso proprio in questo fattore. Tra i theremin più acusticamente lineari si può citare l'Etherwave pro della Moog o il Tvox Tour (attualmente lo strumento da viaggio preferito da Lidija Kavina e dall'ormai deceduta Barbara Buchholz), non più in produzione da anni. Tutti gli altri modelli hanno un pitch shift che tende ad accelerare all'approssimarsi dell'antenna e spesso per aggirare questo problema il theremenista segue la curva del pitch con la mano. I theremin attuali sono costruiti con tecnologia a transistor che li rende molto più economici, non è raro imbattersi in ultraeconomici kit fai da te.

## Impressioni sul theremin
Il theremin e la sua innovativa tecnologia suscitarono forti impressioni nei musicisti classici dell'epoca. Riportiamo alcuni di quei commenti, dai quali si evince lo stupore e la meraviglia che questo strumento musicale innescò:
(Bruno Walter, direttore d'orchestra)
(Leo Slezak, tenore)
(Rudolph Ganz, pianista, compositore, direttore d'orchestra)

## Il theremin nella cultura di massa
In passato il theremin è stato usato da diversi musicisti rock; oggi lo si sta riscoprendo anche nel pop radiofonico italiano, come nei brani di Vinicio Capossela suonato da Vincenzo Vasi oppure come nell'album Vietato morire di Ermal Meta suonato da Giulia Riboli. È stato utilizzato spesso, in studio e nei concerti dal vivo: Jimmy Page dei Led Zeppelin lo utilizzò per il particolare intermezzo del brano Whole Lotta Love e in tutte le esecuzioni dal vivo di questo pezzo per oltre vent'anni, Gaudi ha unito questo strumento al genere del reggae e dub includendolo in 7 dei suoi 21 album, la The Jon Spencer Blues Explosion e le band italiane Afterhours nell'intro della canzone Bye Bye Bombay; e Perturbazione nel brano Il palombaro, esecuzione di Domenico Graglia miglior allievo di Lorenzo Giorda in arte "Lord Theremin". Anche i Baustelle nella canzone Love Affair utilizzano un theremin. I The Gathering in How to Measure a Planet? ne fanno uso nei brani Rescue Me e Illuminating. I Beach Boys impiegarono estensivamente il theremin nella produzione dell'album Pet Sounds, nel singolo Good Vibrations e nell'album Wild Honey. Il theremin era suonato nelle apparizioni live dal frontman della band Mike Love. I Coheed and Cambria hanno utilizzato questo strumento nell'esecuzione live Neverender. Nel 1982, Michael Jackson, e i suoi collaboratori in studio, ne hanno fatto largo uso durante la creazione di una delle sue canzoni più famose, Thriller, contenuta nell'omonimo album. Tobias Sammet, leader e compositore della band heavy metal tedesca Edguy, ha inserito un assolo di theremin in Space Police, brano inserito nell'album del 2014 Space Police - Defenders of the Crown. Tra i compositori classici si annovera Charles Ives, che ne ha fatto uso nella sua quarta sinfonia.
Grazie al suo caratteristico suono, che oscilla tra il futuristico e l'inquietante, il theremin è stato utilizzato anche in numerose colonne sonore di film, in particolare di fantascienza, horror e thriller, per attribuire un'atmosfera "spaziale" alla pellicola o per sottolineare le scene più inquietanti. Tra i film figurano La moglie di Frankenstein di James Whale, Io ti salverò di Alfred Hitchcock, Ultimatum alla Terra di Robert Wise, Qualcuno volò sul nido del cuculo (nella scena finale) di Miloš Forman, in Ed Wood, Mars Attacks! e La fabbrica di cioccolato, tutti e tre di Tim Burton e, in Italia, Roma ore 11 di Giuseppe De Santis e Il primo uomo di Gianni Amelio. Altri esempi noti sono la sigla iniziale dei cartoni animati di Scooby-Doo e di Ben 10 e il tema delle serie televisive L'ispettore Barnaby ed ESP. Anche nel film commedia Il delinquente delicato (1957) con Jerry Lewis, il theremin viene utilizzato con successo per una gag, in cui il comico interagisce con lo strumento con esiti esilaranti.
Lo strumento ed il suo inventore sono al centro della storia del numero 367 di Martin Mystère, La frequenza del caos.
Fa una apparizione nel videogioco Wolfestein: The New Order e nella seconda stagione della serie Hannibal, episodio Naka-Choko.
Nell'episodio 12 della quarta stagione di The Big Bang Theory, il theremin viene suonato dal personaggio di Sheldon Cooper.
Il theremin è utilizzato anche dal gruppo musicale Mercury Rev nel brano del 1998 intitolato Holes.
Il theremin viene utilizzato ne I colori dell'anima - The Colors Within, film d'animazione del 2025 diretto da Naoko Yamada, lo strumento è suonato da Rui Kagehira, uno dei tre protagonisti che fanno parte della band.

### Annotazioni
1. ↑  Legno, acciaio, corde e crine sono tutti elementi riconducibili a diversi strumenti musicali: ad esempio, il legno è usato per costruire gran parte del pianoforte, così come i legni sono una famiglia di strumenti aerofoni solisti o inseriti nell'orchestra; l'acciaio è usato, ad esempio, come lega principale per le corde del pianoforte; mentre le corde a cui allude Ganz sono evidentemente quelle dei cordofoni (violino, viola, violoncello, etc.); infine, il fascio di crine di cavallo, teso dall'archetto, è quello con cui si fanno suonare alcuni strumenti detti, appunto, ad arco o archi.

### Fonti
1. ↑  (EN) Alexander Breton, H. Whipple Abbott, su alexanderbreton.com (archiviato dall'url originale il 2 gennaio 2009).
2. ↑   Vincenzo Vasi, su Stones Cafè (archiviato dall'url originale il 12 gennaio 2021).
3. ↑  (EN) Masha Theremin, Interview with Giulia Riboli, su theremintimes.ru, 12 giugno 2020.
4. ↑   Lord Theremin, su Lord Theremin. URL consultato il 15 dicembre 2018.
5. ↑   IL THEREMIN DA STAR TREK AL ROCK, su Giornale POP, 20 febbraio 2018.